# Сомало
Сомало (італ. Somalo, сом. صومالي) — грошова одиниця Підопічної території Сомалі під управлінням Італії в 1950–1960 роках.
Сомало поділявся на 100 чентезимо.

## Історія
Сомало було введено 25 травня 1950 року як грошова одиниця італійської підопічної території Сомалі, замінивши східноафриканський шилінг за курсом 1:1.
На сомало обмінювалися також італійські ліри, які були в обігу паралельно з шилінгом.
Емісія сомало проводилася заснованою 8 квітня 1950 року Касою грошового обігу Сомалі, яка перебувала в Римі. Емісія почалася 18 квітня того ж року. 6 квітня 1959 року Каса грошового обігу Сомалі переведена з Риму до Могадішо.
У 1960 році були об'єднані Британський Сомаліленд і Підопічна територія Сомалі і проголошена незалежна держава, республіка Сомалі. 3 червня 1960 року Каса грошового обігу Сомалі припинила роботу. У тому ж році грошовою одиницею Сомалі оголошений сомалійський шилінг, а 22 червня заснований Державний Національний банк Сомалі. Випуск банкнот в сомалійських шилінгах було розпочато тільки в 1962 році, а монет — в 1967 році.
15 грудня 1962 року розпочато вилучення з обігу банкнот сомало і обмін їх на сомалійські шилінги, за курсом 1 сомало = 1 сомалійський шилінг. 31 грудня 1963 року банкноти сомало втратили силу законного платіжного засобу.

## Банкноти
Випускалися банкноти номіналом у 1, 5, 10, 20 і 100 сомало.

## Монети
Карбувалися мідні монети номіналом у 1, 5, 10 чентезимо і срібні монети в 50 чентезимо і 1 сомало. Всі монети карбувалися у Римі.